# Arkadiusz Trochanowski

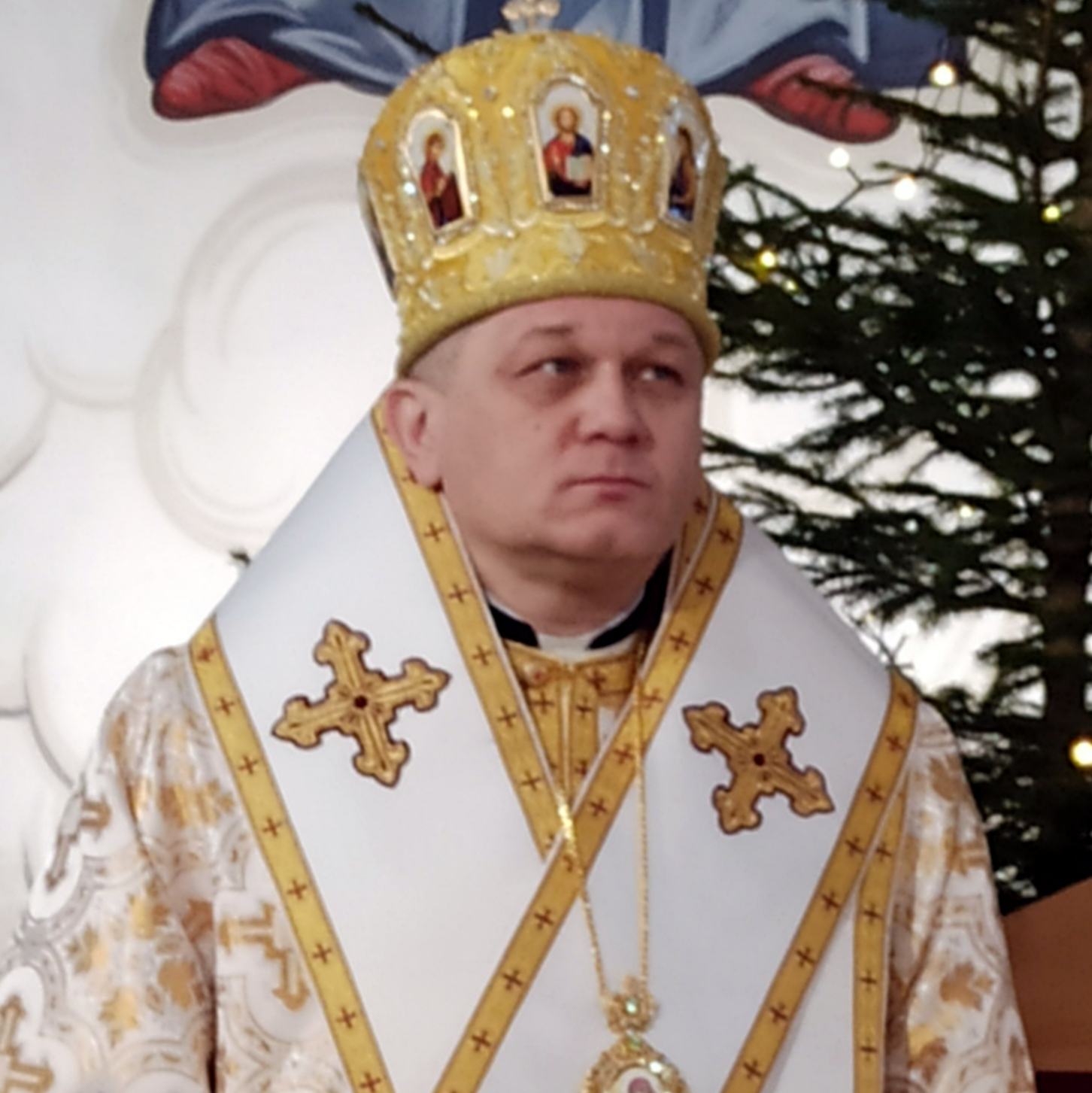
Arkadiusz Trochanowski, 2021

Wappen von Arkadiusz Trochanowski

Arkadiusz Trochanowski (* 6. Januar 1973 in Szprotawa) ist ein polnischer Geistlicher und ukrainisch griechisch-katholischer Bischof von Olsztyn-Danzig.

## Leben
Arkadiusz Trochanowski studierte Philosophie und Katholische Theologie am Priesterseminar in Lublin. Trochanowski wurde am 19. August 1998 in Szprotawa durch den ukrainisch griechisch-katholischen Erzbischof von Przemyśl-Warschau, Jan Martyniak, zum Diakon geweiht. Er empfing am 29. Juli 2000 in Breslau durch den ukrainisch griechisch-katholischen Bischof von Breslau-Danzig, Włodzimierz Juszczak OSBM, das Sakrament der Priesterweihe.
Nach der Priesterweihe war Arkadiusz Trochanowski zunächst als Pfarrvikar in Breslau, Środa Śląska, Oława und Oleśnica tätig. Von 2001 bis 2016 war er Pfarrer in Szczecinek. Ab 2006 war Trochanowski zudem Mitglied des Priesterrats, des Konsultorenkollegiums und des Pastoralrats der Eparchie Breslau-Danzig sowie ab 2010 Dechant des Dekanats Koszalin. Daneben setzte er seine Studien an der Päpstlichen Theologischen Fakultät in Breslau fort, wo er 2012 zum Doktor der Theologie promoviert wurde. Seit 2015 war Arkadiusz Trochanowski Verantwortlicher für die Jugendpastoral in der Eparchie Breslau-Danzig und ab 2017 zusätzlich Delegat für den Kinderschutz.
Am 25. November 2020 ernannte ihn Papst Franziskus zum ersten Bischof der mit gleichem Datum errichteten Eparchie Olsztyn-Danzig. Der Großerzbischof von Kiew-Halytsch, Swjatoslaw Schewtschuk, spendete ihm am 23. Januar 2021 in der Kathedrale Schutz der Heiligen Jungfrau Maria in Olsztyn die Bischofsweihe; Mitkonsekratoren waren der ukrainisch griechisch-katholische Erzbischof von Przemyśl-Warschau, Eugeniusz Popowicz, und der ukrainisch griechisch-katholische Weihbischof in Sambir-Drohobytsch, Hryhorij Komar.